# جون ريستريبو
جون خافيير ريستريبو (بالإسبانية: John Restrepo)‏ (مواليد 22 أغسطس 1977 في ميديلين) لاعب كرة قدم كولومبي دولي يجيد اللعب في خط الوسط . يلعب حاليا لصالح نادي اندبندينتي ميديين الكولومبي من سنة 2008 .

## روابط خارجية
- جون ريستريبو على موقع قاعدة بيانات كرة القدم.إي يو (الإنجليزية)
- جون ريستريبو على موقع ناشيونال فوتبول تيمز (الإنجليزية)
- جون ريستريبو على موقع Soccerway.com (الإنجليزية)